# Châtenay-en-France
Châtenay-en-France egy község Franciaországban. Lakosainak száma 73 fő (2022. január 1.).

## Földrajza
Châtenay-en-France Bellefontaine, Fontenay-en-Parisis, Jagny-sous-Bois, Mareil-en-France és Puiseux-en-France községekkel határos.